# Парафіяльні збори
Парафіяльні збори в українському православ'ї — вищий орган управління парафії.

## Керівництво
Парафіяльні збори за посадою очолює настоятель парафії. Настоятель керує роботою Парафіяльних зборів згідно з ухваленим регламентом.

## Склад
До складу Парафіяльних зборів належать священнослужителі та церковнослужителі, засновники парафії, а також миряни, члени даної парафії, які регулярно беруть участь у літургійному житті даної парафії, відзначаються християнською доброчесністю, досягли повноліття, не перебувають під забороною в священнослужінні, церковним або кримінальним судом загальної юрисдикції.
Прийняття нових членів до складу Парафіяльних зборів, так само як і вихід з них, здійснюється на підставі прохання за рішенням Парафіяльних зборів.
Парафіяльні збори можуть вивести будь-кого з числа своїх членів, якщо більшістю буде визнана невідповідність такої особи нормам християнської моралі та становищу, яке вона займає.
При порушенні членами Парафіяльних зборів канонів та установлень Української Православної Церкви склад парафіяльних зборів, за рішенням єпархіального архієрея, може бути змінений частково або повністю.

## Скликання
Парафіяльні збори скликаються настоятелем спільно з Парафіяльною радою або за розпорядженням єпархіального архієрея благочинним, або іншим уповноваженим представником єпархіального архієрея у міру потреби, але не рідше, ніж один раз на рік.

## Проведення зборів, протокол і рішення
Парафіяльні збори працюють на основі порядку денного, поданого настоятелем спільно з Парафіяльною радою.
Парафіяльні збори обирають зі свого складу секретаря, відповідального за ведення протоколу засідання.
Рішення ухвалюються простою більшістю голосів. При рівній кількості голосів голос головуючого є вирішальним.
Протокол Парафіяльних зборів підписується настоятелем, секретарем та п'ятьма членами зборів, які обираються для цього.
Рішення Парафіяльних зборів можуть бути оголошені парафіянам у храмі.
Протоколи Парафіяльних зборів затверджуються єпархіальним архієреєм, і тільки після цього ухвалені рішення набувають чинності.

## Обов'язки зборів
Парафіяльні збори:
- піклуються про збереження внутрішньої єдності парафії і сприяють її духовно-моральному зростанню;
- відповідають за збереження отриманого від держави та набутого в інший спосіб майна;
- розпоряджаються майном, що належить парафії;
- піклуються про наявність усього необхідного для звершення богослужіння;
- піклуються про належний рівень церковного співу;
- планують господарську діяльність парафії;
- ухвалюють річний бюджет, включаючи визначення розмірів відрахувань на загальноцерковні, єпархіальні, внутрішньопарафіяльні, добродійні та інші цілі;
- ухвалюють плани та проектно-кошторисну документацію на будівництво і ремонт храму та інших парафіяльних приміщень;
- визначають утримання членам причту;
- обирають з числа своїх членів Парафіяльну раду та Ревізійну комісію;
- подають на затвердження єпархіальному архієрею кандидатуру голови Парафіяльної ради.
- ухвалюють штатний розклад і визначають утримання членам Парафіяльної ради;
- здійснюють нагляд за роботою Парафіяльної ради;
- розглядають і затверджують ділові та фінансові звіти Парафіяльної ради та подають їх єпархіальному архієреєві;
- розглядають і ухвалюють звіти Ревізійної комісії;
- подають парафіяльні клопотання єпархіальному архієрею та органам державної влади;
- розглядають скарги на членів Парафіяльної ради та Ревізійної комісії і доповідають єпархіальному архієрею про результати їхнього розгляду;

У разі надходження скарги на настоятеля, вона може розглядатися Парафіяльними зборами під головуванням благочинного або іншого представника єпархіального архієрея.